# Tommy Breen
Tommy Breen, né le 27 avril 1912 à Drogheda et mort le 1er mars 1988, est un footballeur irlandais qui jouait au poste de gardien de but. Il fait partie des doubles internationaux irlandais puisqu'il a été sélectionné à la fois en équipe d'Irlande de football et en équipe de république d'Irlande de football. Breen est le successeur d'Elisha Scott dans les buts du Belfast Celtic Football Club.
La carrière de Breen est parsemée de plusieurs affaires ayant défrayé la chronique sportive. En 1937, il refuse de jouer un match qualificatif pour la Coupe du monde de football 1938 avec l'équipe de l'Etat d'Irlande pour jouer le British Home Championship avec l'Irlande du Nord. En 1944 il quitte avec fracas le Belfast Celtic à cause d'une dispute financière pour aller jouer avec l'ennemi héréditaire le Linfield FC.

## Carrière en club
Tommy Breen nait à Drogheda dans le Comté de Louth. Il commence le football dans les équipes locales, Drogheda Commercials tout d'abord, puis Drogheda United. Une blessure à une jambe l'empêche de continuer sa carrière d'attaquant. Alors, plutôt que d'arrêter le football, il se reconvertit au poste de gardien de but. En 1929, il signe un premier contrat avec Newry Town.

### Au Belfast Celtic
En 1932, Tommy Breen signe avec le Belfast Celtic Football Club. Dès sa première saison il intègre l'Irish League XI l'équipe composée de joueurs du championnat quel que soit leur pays d'origine. Il remporte le championnat d'Irlande du Nord pour cette même première saison. Avec Jackie Brown, Jimmy McAlinden, Billy McMillan, Jackie Vernon et Charlie Tully il est un des piliers de l'équipe du Celtic qui, sous la direction d'Elisha Scott domine totalement le championnat nord irlandais. Après deux années en Angleterre, à Manchester United, il revient au Celtic pendant la Deuxième Guerre mondiale. Il remporte contre Linfield FC la Coupe d'Irlande du Nord 1941.

### A Manchester United
Tommy Breen signe en 1936 dans le club anglais de Manchester United. Il est recruté par Billy Behan, un de ses prédécesseurs dans les buts de Manchester devenu scout et un des meilleurs gardiens irlandais de tous les temps.
Breen concède son premier but à Manchester dès sa première minute de jeu lors d'un match disputé à Leeds United (défaite 2-1). En dépit de tous ses efforts, Breen ne peut éviter que Manchester soit relégué au terme de la saison 1936-1937. La saison suivante, en deuxième division, au sein d'une équipe qui compte dans ses rangs des joueurs comme Johnny Carey, Harry Baird, Tommy Bamford, Jack Rowley et Stan Pearson, Breen permet à son club de réintégrer dès la première année l'élite du championnat anglais.
Lors de son passage à Manchester, Breen dispute 65 matchs de championnat et six matchs de coupe d'Angleterre. Cette compétition n'a pas été la plus facile pour Breen. Le 30 janvier 1937, il encaisse cinq buts sans en marquer un seul contre Arsenal FC lors du quatrième tour. L'année suivante, le 22 février 1938, lors d'une rencontre contre Barnsley, il dévie dans ses propres buts une longue remise en jeu.

### A Linfield
En 1944, au terme de cinq saisons avec Belfast Celtic, Tommy Breen quitte une nouvelle fois le club. À cause d'une violente dispute à propos de sa rémunération, Breen décide de signer chez le pire ennemi du Celtic, le Linfield Football and Athletic Club qui lui propose 10 shilling de plus. Breen devient le capitaine d'une équipe qui remporte deux coupes d'Irlande du Nord successivement : en 1945 contre Glentoran FC puis en 1946 contre Distillery FC. En 1946, Manchester United tente de le recruter de nouveau. Linfield ne peut s'aligner sur les propositions de Manchester. Contre toute attente, Breen quitte le club mais pour rejoindre Dublin et le Shamrock Rovers Football Club libre de tout contrat.

### Aux Shamrock Rovers
Tommy Breen ne reste qu'une seule saison (1946-1947) aux Shamrock Rovers où il joue aux côtés de Paddy Coad. Lors de cette saison, il est rappelé au sein de l'équipe de république d'Irlande de football et joue à trois occasions au sein du League of Ireland XI.

### A Glentoran
Après seulement une saison aux Rovers, Tommy Breen retourne dans le championnat nord-irlandais et s'engage avec le Glentoran Football Club. Il ne fait que 14 apparitions dans les buts de Glentoran avant de se blesser gravement au genou lors d'un match contre Bangor FC. Incapable de continuer à jouer au football, il arrête le football et demande des dédommagements à hauteur de £175 au titre du Workman's Compensation Act.

## Carrière en équipe nationale
Quand Tommy Breen commence sa carrière internationale en 1923, deux équipes d'Irlande coexistent. Les deux fédérations nationales sélectionnent des joueurs sur la base de l'ensemble de l'île d'Irlande. D'une part l'IFA basée à Belfast dirige l'équipe d'Irlande de football et d'autre part, la FAI, basée à Dublin organise l'équipe de l'État Libre d'Irlande. En conséquence de nombreux footballeurs, comme Breen, ont été amenés à jouer pour les deux équipes.

## Palmarès
Avec Belfast Celtic
- Championnat d'Irlande du Nord de football
  - Vainqueur en 1932–33, 1935–36, 1936–37, 1939–40, 1940–41, 1941–42 et 1943–44
- Coupe d'Irlande du Nord de football
  - Vainqueur en 1941

Avec Linfield FC
- Coupe d'Irlande du Nord de football
  - Vainqueur en 1945 et 1946